# Pueblo Nuevo kommun, Colombia
Pueblo Nuevo är en kommun i Colombia.   Den ligger i departementet Córdoba, i den norra delen av landet, 500 km norr om huvudstaden Bogotá. Antalet invånare är 31 536.